# Sara Cody
Sara H. Cody est une médecin, épidémiologiste et responsable de la santé publique américaine agissant en tant que responsable de la santé et directrice de la santé publique du comté de Santa Clara, en Californie, durant la pandémie de Covid-19. Sara Cody continue de maintenir une présence régulière dans les médias pour communiquer les nouvelles et la politique à tenir vis-à-vis de la lutte contre la COVID-19.

## Scolarité
Sara Cody est diplômée de l'université Stanford, où elle a obtenu un diplôme en biologie humaine et a ensuite terminé son doctorat en médecine à la Yale School of Medicine. Après un internat en médecine interne au Stanford University Medical Center, Sara a effectué deux ans d'études supplémentaires en épidémiologie et en santé publique, et a travaillé en tant que responsable du service de renseignement épidémique (EIS) auprès des centres pour le contrôle et la prévention des maladies.

## Carrière
En tant qu'officier du service de renseignement épidémique, elle a enquêté sur une épidémie internationale d'E. coli liée au jus de pomme non pasteurisé. Elle a également mené une enquête sur une épidémie de salmonelle dans le comté de Santa Clara qui a été attribuée au lait cru. Après cette période, Cody a rejoint le département de santé publique du comté de Santa Clara. En 1998, elle est devenue l'administratrice adjointe de la santé du comté. Dans ce rôle, elle a supervisé la surveillance et l'enquête sur 83 maladies à déclaration obligatoire, mené des enquêtes sur les épidémies et répondu au SRAS, au H1N1 et à d'autres urgences de santé publique,. Dans les années qui ont suivi les attentats du 11 septembre, Sara Cody a travaillé avec l'officier de santé du comté de l'époque, Marty Fenstersheib, pour modéliser la réponse d'urgence du comté de Santa Clara à une attaque bioterroriste ou à une pandémie. Ce modèle comprenait des mesures telles que la distanciation sociale, la fermeture des écoles et, dans son cas le plus extrême, des actions de confinement. En 2013, Sara Cody a occupé le poste d'agent de santé du comté. En 2015, elle a également été nommée au poste de directrice de la santé publique du comté et a depuis conservé ce double rôle.

### Épidémie de Covid-19
Avec d'autres agents de santé publique de la région, Sara Cody a été largement reconnu pour avoir rapidement préconisé des mesures qui limiteraient la propagation du COVID-19 lorsque la pandémie a atteint les États-Unis en 2020,. Elle a dirigé le département de santé publique du comté de Santa Clara pour établir un centre de commandement des incidents le 23 janvier, trois jours après le premier cas confirmé dans le pays, puis a établi un mécanisme de recherche des cas contacts dans le but d'arrêter la propagation de la maladie. Sara Cody a publié les premières directives sur la fermeture et l'annulation des rassemblements publics le 3 mars, les étendant aux événements sportifs, festivals et bars le 9 mars. Elle a été l'une des premières à préconiser l'obligation pour les résidents de « se mettre à l'abri chez eux », ce qui a été mis en vigueur le 16 mars dans sept comtés de la région de la baie. Le gouverneur de Californie Gavin Newsom a ensuite adopté cette politique pour l'ensemble de l'État trois jours plus tard.
Sara Cody a expliqué que « Si vous voulez faire quelque chose de vraiment drastique comme un confinement à domicile, il faut le faire le plus tôt possible. Parce que si vous attendez pour le faire, vous obtenez tous les dommages, toutes les perturbations sociales et économiques, mais vous manquez une grande partie des avantages »,.
Elle a fait des apparitions régulières dans des conférences de presse et des vidéoconférences de la région de la baie, expliquant la politique de santé du comté et rappelant aux résidents que la bataille contre le COVID-19 est un problème de santé à long terme : « Parce que nous avons aplati la courbe, cela ne signifie pas que nous en avons terminé. Parce que nous sommes loin, loin, loin d'en avoir fini ». Lors d'une conférence de presse en avril, Sara Cody a confirmé que le premier décès par COVID-19 aux États-Unis s'était effectivement produit dans la région de la baie le 6 février, environ 23 jours avant le premier décès connu précédemment. Il s'agissait du premier des trois premiers décès dus au COVID-19, que Cody a décrit comme des « pointes d'iceberg », suggérant qu'il y avait eu une propagation vaste et invisible. Après une conférence de presse, elle est devenue le sujet d'un mème viral, après avoir imploré les citoyens de s'abstenir de se toucher le visage, puis s'être léchée le doigt pour tourner une page.
Sara Cody a reçu des menaces de résidents mécontents du caractère drastique des mesures mises en place. Fin août, le bureau du shérif du comté de Santa Clara a annoncé avoir arrêté un homme soupçonné de lui avoir envoyé plusieurs lettres de menace, utilisant un langage typique des mouvements d'extrême droite. La police a trouvé 138 armes à feu à son domicile. Accusé de harcèlement et de menaces envers un agent public, il est resté en prison en attendant son procès. La police maintient une protection 24 heures sur 24 autour de Sara Cody,.

## Vie privée
Cody est une résidente de Palo Alto.